# Ota Rambousek
Ota (Otakar) Rambousek (21. ledna 1923 Praha – 3. června 2010) byl americký spisovatel českého původu, účastník odboje proti komunistické diktatuře, zakladatel Klubu 231.

## Život
Ve svých 22 letech se zúčastnil boje o rozhlas při Pražském povstání. Po roce 1948 odešel do exilu, kde přistoupil na spolupráci se zahraničním protikomunistickým odbojem. Jako agent chodec se čtrnáctkrát vrátil do Československa se zpravodajskými úkoly. Při jedné akci v říjnu 1949 byl však zrazen a zatčen Státní bezpečnosti. Při soudním procesu dostal doživotí, i když mu hrozil trest smrti. Propuštěn byl v roce 1964.
V březnu 1968 se Ota Rambousek stal spoluzakladatelem Klubu 231. V této masové organizaci bývalých politických vězňů byl členem přípravného výboru a podílel se na zpracování tzv. Zprávy dokumentační komise, která v rekordně krátké době zdokumentovala křiklavé případy politické perzekuce v komunistickém Československu. Po srpnové okupaci odešel podruhé do emigrace.
Ve Škvoreckého vydavatelství 68 Publishers vydal knihu svých vzpomínek nazvanou Krochnu s sebou. Později se se Škvoreckým dostal do sporu, když Škvorecký odmítl vydat jeho knihu o bratrech Mašínech – údajně kvůli tomu, že Václav Havel byl proti tomu. Kniha vyšla později, v roce 1990, v Praze v Nezávislém tiskovém středisku pod názvem Jenom ne strach. V roce 1999 vyšly jeho memoáry Paměti lichoběžníka.
Rambouskův vnuk Lukáš Rambousek (jako jeden ze dvou Čechů) zahynul při teroristickém útoku 11. září 2001 v New Yorku. Pracoval v jedné z věží newyorského World Trade Center.
V roce 1999 prezident Václav Havel udělil Otakaru Rambouskovi Medaili Za zásluhy a v roce 2008 ho ministryně obrany Vlasta Parkanová ocenila Záslužným křížem ministra obrany ČR.
Zemřel 3. června 2010.